# Luoyang Subway
Die Luoyang Subway ist die U-Bahn der chinesischen Stadt Luoyang, der Provinzhauptstadt von Henan. Das Netz besteht aus zwei Linien, die sich an der Station Jiefang Road kreuzen. Es wurde 2021 als 42. Metro-Betrieb der Volksrepublik eröffnet.

## Linie 1

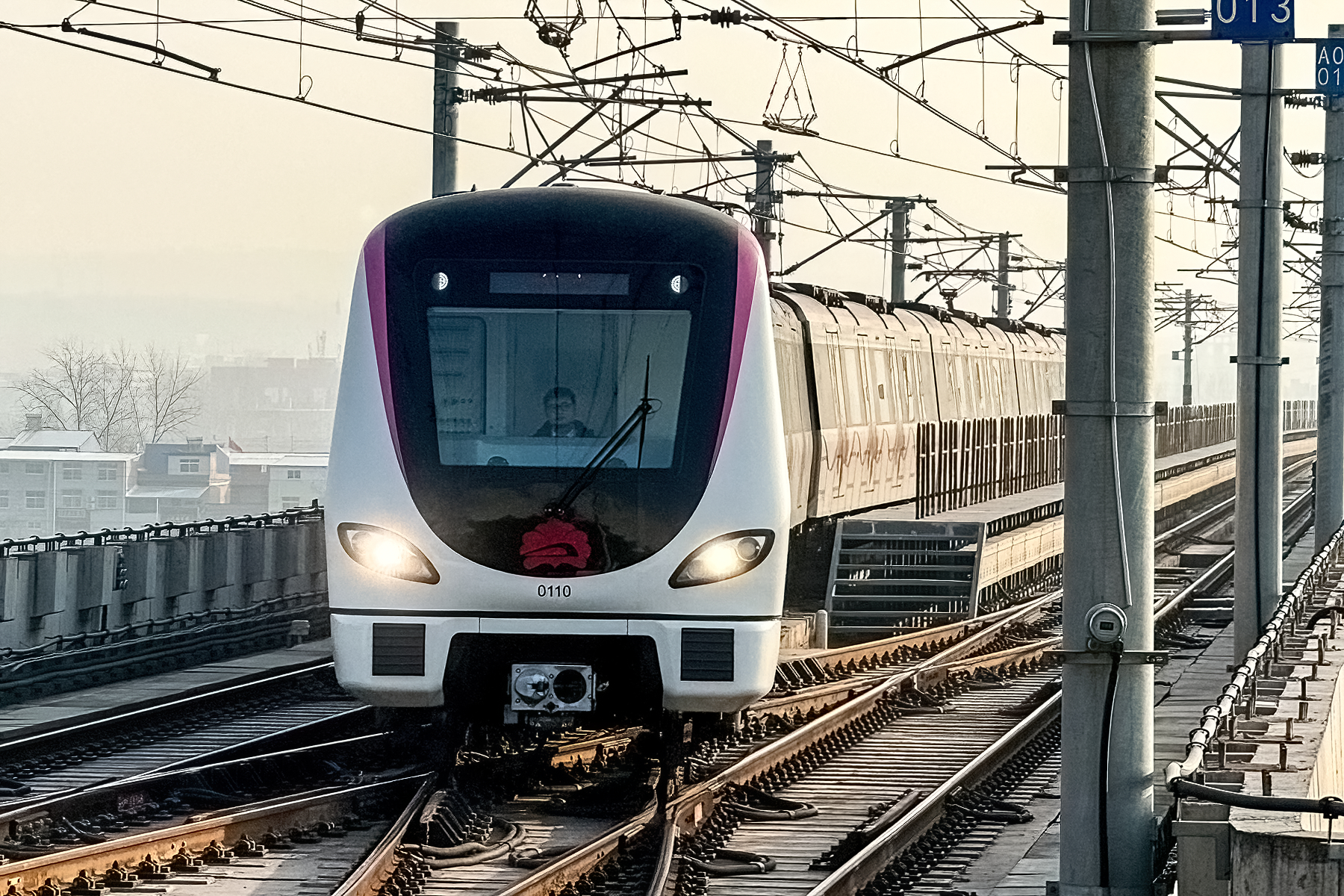
Zug der Linie 1

Die Linie 1 wurde nach vier Jahren Bauzeit im März 2021 eröffnet. Sie ist 25,3 Kilometer lang und hat 19 Stationen. Im Osten verläuft die Linie entlang des Nordufers des Luohe-Flusses.

## Linie 2
Im Dezember 2021 folgte die Linie 2. Die Strecke verbindet den Bahnhof Luoyang im Norden mit dem Bahnhof Luoyang Longmen im Süden an der Schnellfahrstrecke Xuzhou–Lanzhou. Sie ist 18,2 Kilometer lang und hat 15 Stationen.